# District historique de Ravensburg State Park
 (octobre 2020).
Le district historique de Ravensburg State Park – ou Ravensburg State Park Historic District en anglais – est un district historique dans le comté de Clinton, en Pennsylvanie, aux États-Unis. Situé au sein du Ravensburg State Park, ce district emploie le style rustique du National Park Service. Il est inscrit au Registre national des lieux historiques depuis le 18 mai 1987.